# Entomodestes
Entomodestes is een geslacht van vogels uit de familie van de lijsters (Turdidae). De wetenschappelijke naam van het geslacht is voor het eerst geldig gepubliceerd in 1883 door Stejneger.

## Soorten
De volgende soorten zijn bij het geslacht ingedeeld:
- Entomodestes coracinus – Zwarte solitaire
- Entomodestes leucotis – Witoorsolitaire